# Сенатобија (Мисисипи)
Сенатобија (енгл. Senatobia) град је у америчкој савезној држави Мисисипи.

## Демографија
По попису из 2010. године број становника је 8.165, што је 1.483 (22,2%) становника више него 2000. године.
| Група             | 2000.         | 2010.         |
| Белци             | 4.513 (67,5%) | 4.989 (61,1%) |
| Афроамериканци    | 2.039 (30,5%) | 2.861 (35,0%) |
| Азијати           | 15 (0,2%)     | 24 (0,3%)     |
| Хиспаноамериканци | 57 (0,9%)     | 192 (2,4%)    |
| Укупно            | 6.682         | 8.165         |